# Rekordy igrzysk śródziemnomorskich w lekkoatletyce
Lekkoatletyczne rekordy igrzysk śródziemnomorskich – najlepsze wyniki w historii zawodów lekkoatletycznych organizowanych podczas igrzysk państw basenu Morza Śródziemnego.

## Mężczyźni
| Konkurencja                   | Rezultat | Zawodnik                                                                        | Miejsce uzyskania | Data             |
| ----------------------------- | -------- | ------------------------------------------------------------------------------- | ----------------- | ---------------- |
| bieg na 100 m                 | 10,10    | Jak Ali Harvey                                                                  | Tarragona         | 28 czerwca 2018  |
| bieg na 200 m                 | 20,15    | Ramil Guliyev                                                                   | Tarragona         | 29 czerwca 2018  |
| bieg na 400 m                 | 45,26    | Davide Re                                                                       | Tarragona         | 28 czerwca 2018  |
| bieg na 800 m                 | 1:44,00  | İlham Tanui Özbilen                                                             | Mersin            | 29 czerwca 2013  |
| bieg na 1500 m                | 3:29,20  | Noureddine Morceli                                                              | Narbona           | 20 czerwca 1993  |
| bieg na 5000 m                | 13:25,29 | Alberto García                                                                  | Bari              | 16 czerwca 1997  |
| bieg na 10 000 m              | 28:05,74 | Ismaïl Sghyr                                                                    | Bari              | 18 czerwca 1997  |
| bieg na 110 m przez płotki    | 13,32    | Milan Trajković                                                                 | Oran              | 2 lipca 2022     |
| bieg na 400 m przez płotki    | 48,27    | Yasmani Copello                                                                 | Oran              | 1 lipca 2022     |
| bieg na 3000 m z przeszkodami | 8:13,11  | Jamel Chatbi                                                                    | Pescara           | 2 lipca 2009     |
| sztafeta 4 × 100 m            | 38,49    | Włochy · Federico Cattaneo · Fausto Desalu · Davide Manenti · Filippo Tortu     | Tarragona         | 30 czerwca 2018  |
| sztafeta 4 × 400 m            | 3:02,78  | Algieria · Samir-Adel Louahla · Kamel Talhaouï · Ahmed Aichaouï · Malik Louahla | Bari              | 18 czerwca 1997  |
| skok wzwyż                    | 2,34     | Konstandinos Baniotis                                                           | Mersin            | 27 czerwca 2013  |
| skok o tyczce                 | 5,75     | Ersu Şaşma                                                                      | Oran              | 2 lipca 2022     |
| skok w dal                    | 8,29     | Salim Sdiri                                                                     | Pescara           | 3 lipca 2009     |
| trójskok                      | 17,13    | Marios Chadziandreu                                                             | Ateny             | 11 lipca 1991    |
| trójskok                      | 17,13    | Daniele Greco                                                                   | Mersin            | 26 czerwca 2013  |
| pchnięcie kulą                | 21,29    | Armin Sinančević                                                                | Oran              | 30 czerwca 2022  |
| rzut dyskiem                  | 65,58    | Frank Casañas                                                                   | Pescara           | 1 lipca 2009     |
| rzut młotem                   | 78,49    | Nicola Vizzoni                                                                  | Radis             | 14 września 2001 |
| rzut oszczepem                | 89,22    | Konstandinos Gatsiudis                                                          | Bari              | 16 czerwca 1997  |

## Kobiety
| Konkurencja                   | Rezultat | Zawodnik                                                                                 | Miejsce uzyskania | Data             |
| ----------------------------- | -------- | ---------------------------------------------------------------------------------------- | ----------------- | ---------------- |
| bieg na 100 m                 | 11,10    | Bassant Hemida                                                                           | Oran              | 30 czerwca 2022  |
| bieg na 200 m                 | 22,47    | Bassant Hemida                                                                           | Oran              | 3 lipca 2022     |
| bieg na 400 m                 | 50,30    | Libania Grenot                                                                           | Pescara           | 2 lipca 2009     |
| bieg na 800 m                 | 1:59,87  | Elisa Cusma                                                                              | Pescara           | 2 lipca 2009     |
| bieg na 1500 m                | 4:04,06  | Siham Hilali                                                                             | Mersin            | 26 czerwca 2013  |
| bieg na 5000 m                | 15:00,69 | Roberta Brunet                                                                           | Bari              | 16 czerwca 1997  |
| bieg na 10 000 m              | 31:16,94 | Asma Leghzaoui                                                                           | Radis             | 12 września 2001 |
| Bieg na 100 m przez płotki    | 12,82    | Patricia Girard                                                                          | Radis             | 12 września 2001 |
| bieg na 400 m przez płotki    | 55,01    | Nezha Bidouane                                                                           | Bari              | 17 czerwca 1997  |
| bieg na 3000 m z przeszkodami | 9:14,29  | Luiza Gega                                                                               | Oran              | 1 lipca 2022     |
| sztafeta 4 × 100 m            | 42,63    | Francja · Frédérique Bangué · Christine Arron · Patricia Girard · Sylviane Félix         | Bari              | 18 czerwca 1997  |
| sztafeta 4 × 400 m            | 3:28,08  | Włochy · Maria Benedicta Chigbolu · Ayomide Folorunso · Raphaela Lukudo · Libania Grenot | Tarragona         | 30 czerwca 2018  |
| skok wzwyż                    | 1,98     | Sara Simeoni                                                                             | Split             | 25 września 1979 |
| skok o tyczce                 | 4,50     | Nikoleta Kiriakopulu                                                                     | Pescara           | 30 czerwca 2009  |
| skok o tyczce                 | 4,50     | Stella-Iro Ledaki                                                                        | Mersin            | 26 czerwca 2013  |
| skok w dal                    | 6,99     | Ivana Španović                                                                           | Tarragona         | 27 czerwca 2018  |
| trójskok                      | 14,98    | Baya Rahouli                                                                             | Almería           | 1 lipca 2005     |
| pchnięcie kulą                | 18,59    | Cristina Checchi                                                                         | Almería           | 30 czerwca 2005  |
| rzut dyskiem                  | 66,46    | Sandra Perković                                                                          | Tarragona         | 28 czerwca 2018  |
| rzut młotem                   | 73,67    | Alexandra Tavernier                                                                      | Tarragona         | 27 czerwca 2018  |
| rzut oszczepem                | 62,61    | Angeliki Tsiolakudi                                                                      | Almería           | 1 lipca 2005     |